# 원자성
원자성(原子性, atomicity)은 어떤 것이 더 이상 쪼개질 수 없는 성질을 말한다. 어떤 것이 원자성을 가지고 있다면 원자적(atomic)이라고 한다. 어떠한 작업이 실행될 때 언제나 완전하게 진행되어 종료되거나, 그럴 수 없는 경우 실행을 하지 않는 경우를 말한다. 원자성을 가지는 작업은 실행되어 진행되다가 종료하지 않고 중간에서 멈추는 경우는 있을 수 없다.
기계어 수준의 실행 명령어들은 각각 원자성을 가지고 있다. 예를 들어, ADD와 LOAD의 명령어 자체는 각각 원자적이므로 ADD, LOAD의 각각의 명령어 단위는 실행하는 도중에는 인터럽트 등에 의해 중단될 수 없다. 반면, ADD와 LOAD각각의 명령어 자체만이 원자적이므로 ADD 명령어를 끝낸 후와 LOAD명령어를 실행하기 전 그 사이에는 인터럽트가 걸릴 수 있다.

## 같이 보기
- 원자적 행위